# Арвана
Арвана (азерб. Arvana) — высокогорная, отдалённая деревня в Ярдымлинском районе Азербайджана.

## География
Населённый пункт расположен при речке Арвана́.

## Название
«Кавказский календарь» на 1856 год приводит название селения буквами местного языка (ﺍﺮﻮﺍﻧه). В русской дореволюционной литературе можно встретить написание «Арванэ» или два написания: «Арва́нъ (Арвана́)».

## История
В течение XIX—XX веков Арвана принадлежала Российской империи. Селение относилось к Себидажскому магалу Шемахинской губернии. Позднее оно входило в состав Ленкоранского уезда Бакинской губернии.
Наряду с другими населёнными пунктами (орфография сохранена: «Куракчи», «Мамулганъ», «Миля» с отсёлком «Урагаранъ», «Пештасаръ» с отсёлком «Асад-абадъ» и «Юзю») Арвана в 1880-х годах относилась к Пештасарскому сельскому обществу Зувандского участка вышеуказанного уезда. Упомянутые населённые пункты («Арвана», «Асадъ Абадъ», «Кюракчи», «Мамулганъ», «Миля», «Пештасаръ», «Урагеранъ» и «Юзю») были частью Пештасарского общества и в начале XX века.
В 1930 году был образован Вергядузский район, который спустя время был переименован в Ярдымлинский.
В 2018 году оператор сотовой связи Nar развернул мобильную сеть в Арване.

## Население
В статистических материалах второй половины XIX — первой половины XX веков жители Арваны обычно фиксировались как «татары» // «тюрки» (азербайджанцы), но есть случай, когда они были указаны как талыши.

### XIX век
Согласно «Кавказскому календарю» на 1856 год Арвану Себидажского магала населяли «татары»-шииты (азербайджанцы-шииты), которые между собой говорили по-«татарски» (по-азербайджански).
По данным же списков населённых мест Бакинской губернии от 1870 года, составленных по сведениям камерального описания губернии с 1859 по 1864 год, здесь имелось 11 дворов и 87 жителей (44 мужчины и 43 женщины), которые были «татарами»-шиитами (азербайджанцами-шиитами). Согласно сведениям 1873 года, опубликованным в изданном в 1879 году под редакцией Н. К. Зейдлица «Сборнике сведений о Кавказе», в селении было уже 14 дворов и 91 житель (54 мужчины и 37 женщин), состоящих из «татар»-шиитов (азербайджанцев-шиитов).
Из материалов посемейных списков на 1886 год видно, что все 116 жителей Арваны (56 мужчин и 60 женщин; 12 дымов) являлись «татарами», то есть азербайджанцами (дымов указано 13) и шиитами по вероисповеданию, а в сословном отношении крестьянами.

### XX век
В очередном «Кавказском календаре» на 1910 год читаем, что в Арване Зувандского участка Ленкоранского уезда за 1908 год было 109 жителей, преимущественно «татар» (азербайджанцев). Тот же календарь сообщает сведения и по селению «Арверанъ» (орфография сохранена) того же участка, а котором за 1905 год было 115 жителей, также преимущественно «татар» (азербайджанцев).
По сведениям же Списка населённых мест, относящегося к Бакинской губернии и изданного Бакинским губернским статистическим комитетом в 1911 году, в селении насчитывалось 222 жителя талышской национальности (115 мужчин и 107 женщин; 33 дыма), которые были шиитами по вероисповеданию.
Согласно материалам издания «Административное деление АССР», подготовленного в 1933 году Управлением народно-хозяйственного учёта Азербайджанской ССР (АзНХУ), по состоянию на 1 января 1933 года в Арване (Arvana) было 50 хозяйств и 290 человек коренного населения (то есть приписанного к данному селу), среди которых 148 мужчин и 142 женщины. В этих же материалах указано, что весь Кюрекчинский сельсовет Вергедузского района (Арвана, Авар, Киревич, Кюрекчи и Караулдаш) в национальном плане на 100 % состоял из «тюрок» (азербайджанцев).